# Néró (szőlőfajta)
A Néró egy sötétkék színű, bőlevű, fűszeres zamatú, eredetileg csemegeszőlő-fajta, amiből a jelenlegi szabályozás szerint vörösbor készíthető. Csizmazia Darab József és Bereznai László nemesítették 1965-ben az Eger 2 (Seyve-Villard 12375 sel.) és a Gárdonyi Géza (Menoire /korábban "Médoc noir"/ x Csaba gyöngye) keresztezésével. Magyarországon 1993. óta államilag elismert fajta; de Svájcban és Brüsszelben is fajtaoltalmat kapott.

## Leírása
Tőkéje erős növekedésű, nem túl sűrű vesszőzetű. Fürtje vállas vagy szárnyas, nagy, tömött, átlagtömege 200 gramm. Érésideje augusztus vége, szeptember eleje, a csemegeszőlők esetében szokatlanul magas beérési cukorfokkal (19-20 mustfok) és viszonylag magas savtartalommal a mustban (kb. 9,0 g/l sokéves átlagban). Szárazságra mérsékelten érzékeny, fagy- és téltűrése jó. Kedvezőtlen csapadékos időjárás esetén rothadásra hajlamos. Gombás betegségekkel (lisztharmat, peronoszpóra) szemben rezisztens.
Bora igazoltan gyógyhatású, gyulladáscsökkentő hatású.

A Nero 1965-ben született a keresztezéses nemesítés termékeként. Története több évtizedre nyúlik vissza. Az S.V. 12.375 x Gárdonyi Géza jó kombinálódásának köszönhetően a kapott hibrid fürtökben sok mag fejlődött, s belőlük sok vitálisan növő magoncot nyertek. Közülük a 6525-45 számú hibrid emelkedett ki rezisztenciájával, koraiságával és kiváló minőségével. A hibridet figyelemre méltó teljesítése alapján 1984-ben fajtaminősítésre bejelentették az Országos Mezőgazdasági Minősítő Intézethez. A nemesítők munkáját, előterjesztésük alapján a Fajtaminősítő Bizottság 1993-ban állami minősítéssel elismerte, s így csemegeszőlőként felkerült a Nemzeti Fajtalistára és szaporítható, telepíthető fajta lett. Ez azért nagyszerű eredmény, mert korábban, még az 1970-es években a szakemberek idegenkedtek a rezisztens szőlőfajtáktól. A bejelentés és minősítés csemegeszőlőről szólt. A későbbiek során kiderült róla, hogy nemcsak friss szőlő fogyasztására, hanem különösen finom rozé és értékes vörösbor készítésére is alkalmas. Mivel Magyarországon azokból a szőlőfajtákból lehet csak bort készíteni, amelyek a Nemzeti Fajtajegyzéken borszőlőként szerepelnek, ezért a NÉBIH a csemegeszőlő csoportból átsorolta a borszőlőfajták csoportjába. Ezzel megadta az engedélyt a borkészítéshez. Dr. Csizmazia Darab József a fajtát kipróbálásra külföldi kutatóintézményeknek is kiadta. Hamarosan nagy sikere lett a Nérónak külföldön is. Viszont ahhoz, hogy külföldön a fajtát tovább szaporíthassák, az adott országban is minősíteni kellett.